# Кубок Чернігівської області з футболу 1988
Кубок Чернігівської області з футболу 1988 — 44-й розіграш Кубка Чернігівської області з футболу.
На всіх етапах турніру зустрічі команд складаються з одного матчу.

## Учасники
В цьому розіграші Кубку узяли участь 47 клубів.
| 1/32 фіналу - «Будівельник» (Чернігів) - «Будівельник-2» (Чернігів) - «Буревісник» (Чернігів) - «Десна» (Ковчин) - «Динамо» (Чернігів) - «Зірка» (Ніжин) - «Зірка» (Прилуки) - «Зоря» (Новгород-Сіверський) - «Інструментальник» (Носівка) - «Іскра» (Городня) - «Колос» (Атюша) - «Колос» (Вербичі) - «Колос» (Волинка) - «Колос» (Григорівка) - «Колос» (Дібрівне) | - «Колос» (Івківці) - «Колос» (Мена) - «Колос» (Тараса Шевченка) - «Нафтовик» (Талалаївка) - «Нива» (Бобровиця) - «Нива» (Малківка) - «Полісся» (Корюківка) - «Промінь» (Патюти) - «Сокіл» (Щорс) - «Старт» (Семенівка) - «Старт» (Талалаївка) - «Торпедо» (Срібне) - «Удай» (Журавка) - «Україна» (Варва) - «Хіммаш» (Бахмач) | 1/16 фіналу - «Авангард» (Ладан) - «Агат» (Городня) - «Агрофлакс» (Киселівка) - «Гідротехнік» (Чернігів) - «Зірка» (Корюківка) - «Комунальник» (Чернігів) - «Кооператор» (Бахмач) - «Кристал» (Носівка) - «Маяк» (Холми) - «Політехнік» (Чернігів) - «Прогрес» (Ніжин) - «Промінь» (Чернігів) - «Текстильник» (Чернігів) - «Темп» (Борзна) - «Торпедо» (Ніжин) - «Урожай» (Козелець) - «Хімік» (Чернігів) |

## 1/32 фіналу
| Команда 1                    | Команда 2                  | Рахунок |
| ---------------------------- | -------------------------- | ------- |
| «Зоря» (Новгород-Сіверський) | «Старт» (Семенівка)        | 4:1     |
| «Колос» (Волинка)            | «Полісся» (Корюківка)      | 0:2     |
| «Колос» (Мена)               | «Динамо» (Чернігів)        | 1:2     |
| «Сокіл» (Щорс)               | «Буревісник» (Чернігів)    | 1:4     |
| «Колос» (Дібрівне)           | «Будівельник» (Чернігів)   | 3:2     |
| «Колос» (Тараса Шевченка)    | «Колос» (Вербичі)          | 6:5     |
| «Іскра» (Городня)            | «Будівельник-2» (Чернігів) | 1:2     |
| «Хіммаш» (Бахмач)            | «Колос» (Атюша)            | 3:1     |
| «Україна» (Варва)            | «Зірка» (Прилуки)          | 2:1     |
| «Нафтовик» (Талалаївка)      | «Торпедо» (Срібне)         | -:+     |
| «Колос» (Григорівка)         | «Удай» (Журавка)           | +:-     |
| «Нива» (Малківка)            | «Колос» (Івківці)          | 2:0     |
| «Інструментальник» (Носівка) | «Старт» (Талалаївка)       | 2:3     |
| «Нива» (Бобровиця)           | «Промінь» (Патюти)         | 4:0     |
| «Зірка» (Ніжин)              | «Десна» (Ковчин)           | 3:2     |

## 1/16 фіналу
| Команда 1                    | Команда 2                | Рахунок    |
| ---------------------------- | ------------------------ | ---------- |
| «Зоря» (Новгород-Сіверський) | «Зірка» (Корюківка)      | 0:1        |
| «Полісся» (Корюківка)        | «Гідротехнік» (Чернігів) | 0:2        |
| «Динамо» (Чернігів)          | «Агат» (Городня)         | +:-        |
| «Буревісник» (Чернігів)      | «Політехнік» (Чернігів)  | 3:1        |
| «Колос» (Дібрівне)           | «Текстильник» (Чернігів) | 3:2        |
| «Колос» (Тараса Шевченка)    | «Маяк» (Холми)           | +:-        |
| «Будівельник-2» (Чернігів)   | «Торпедо» (Ніжин)        | 0:3        |
| «Агрофлакс» (Киселівка)      | «Урожай» (Козелець)      | 0:3        |
| «Хіммаш» (Бахмач)            | «Авангард» (Ладан)       | 0:9        |
| «Україна» (Варва)            | «Кооператор» (Бахмач)    | 3:5        |
| «Торпедо» (Срібне)           | «Хімік» (Чернігів)       | -:+        |
| «Колос» (Григорівка)         | «Темп» (Борзна)          | 3:2        |
| «Нива» (Малківка)            | «Промінь» (Чернігів)     | +:-        |
| «Старт» (Талалаївка)         | «Прогрес» (Ніжин)        | 1:4        |
| «Нива» (Бобровиця)           | «Комунальник» (Чернігів) | 1:2 (д.ч.) |
| «Зірка» (Ніжин)              | «Кристал» (Носівка)      | 0:1        |

## 1/8 фіналу
| Команда 1                | Команда 2                 | Рахунок    |
| ------------------------ | ------------------------- | ---------- |
| «Зірка» (Корюківка)      | «Гідротехнік» (Чернігів)  | 0:4        |
| «Буревісник» (Чернігів)  | «Динамо» (Чернігів)       | 3:1        |
| «Колос» (Дібрівне)       | «Колос» (Тараса Шевченка) | 0:1        |
| «Урожай» (Козелець)      | «Торпедо» (Ніжин)         | 1:4        |
| «Авангард» (Ладан)       | «Кооператор» (Бахмач)     | 1:0        |
| «Хімік» (Чернігів)       | «Колос» (Григорівка)      | +:-        |
| «Прогрес» (Ніжин)        | «Нива» (Малківка)         | 5:2        |
| «Комунальник» (Чернігів) | «Кристал» (Носівка)       | 4:3 (д.ч.) |

## 1/4 фіналу
| Команда 1                 | Команда 2               | Рахунок |
| ------------------------- | ----------------------- | ------- |
| «Гідротехнік» (Чернігів)  | «Буревісник» (Чернігів) | 4:0     |
| «Колос» (Тараса Шевченка) | «Торпедо» (Ніжин)       | 0:4     |
| «Хімік» (Чернігів)        | «Авангард» (Ладан)      | +:-     |
| «Комунальник» (Чернігів)  | «Прогрес» (Ніжин)       | 2:3     |

## 1/2 фіналу
| Команда 1                | Команда 2         | Рахунок |
| ------------------------ | ----------------- | ------- |
| «Гідротехнік» (Чернігів) | «Торпедо» (Ніжин) | 1:0     |
| «Хімік» (Чернігів)       | «Прогрес» (Ніжин) | 1:0     |

## Фінал
| Команда 1                | Команда 2          | Рахунок        |
| ------------------------ | ------------------ | -------------- |
| «Гідротехнік» (Чернігів) | «Хімік» (Чернігів) | 2:2 (пен. 0:3) |